# Charkhāri
Charkhāri är en ort i Indien.   Den ligger i distriktet Mahoba och delstaten Uttar Pradesh, i den centrala delen av landet, 400 km sydost om huvudstaden New Delhi. Charkhāri ligger 198 meter över havet och antalet invånare är 24 881.
Terrängen runt Charkhāri är huvudsakligen platt. Charkhāri ligger uppe på en höjd. Runt Charkhāri är det ganska tätbefolkat, med 199 invånare per kvadratkilometer. Närmaste större samhälle är Mahoba, 17,8 km sydost om Charkhāri. Trakten runt Charkhāri består till största delen av jordbruksmark.